# Rhinogobius brunneus
Rhinogobius brunneus es una especie de pez de la familia de los Gobiidae en el orden de los Perciformes.

## Morfología
Los machos pueden llegar a alcanzar los 10 cm de longitud total.

## Hábitat
Es un pez de clima subtropical (16 °C-20 °C)

## Distribución geográfica
Es autóctono de Eurasia (la China

## Observaciones
Es inofensivo para los humanos.